# Tántalo (V)
El tántalo (V) es el estado de oxidación más estable en el que se encuentra el tántalo en los compuestos químicos. El catión Ta5+ solo existe en medios extremadamente ácidos.

## Comportamiento ácido-base
El catión Ta5+ es incoloro y muy inestable en solución debido a su alta acidez y solo se encuentra en medios extremadamente ácidos. Al aumentar el pH precipita como un sólido blanco, el pentóxido de tántalo, Ta2O5. En condiciones fuertemente alcalinas el óxido se disuelve formando el anión tantalato, TaO3-.
2 Ta5+ + 10 OH-  Ta2O5 ↓  + 5 H2O
Ta2O5 ↓ + 2 OH-  2 TaO3- + H2O